# 大膳堀
大膳堀（だいぜんほり）は、埼玉県北葛飾郡杉戸町を流れる水路である。

## 概要
大膳堀は千石用水路（北方を流下）と南側用水路（南方を流下）との間を流下し、これらの用水路からの農業排水を排水するために開削され利用されている水路である。かつては流域の全域が水田地帯であったが、今日では上流部は高野台（旧称：大字下野、大字下高野など）として区画整理・宅地開発され都市排水路の様相を呈している。大字下高野付近では現在も農業排水路として活用されている。流路に関しては下記流路節を参照されたい。
合流
- 千石用水路

## 流路
- 源流：埼玉県北葛飾郡杉戸町高野台西
- 高野台西5丁目の天神児童公園の南東付近より端を発する。
- 高野台西5丁目（西側）と高野台西6丁目・3丁目（東側）の境界を南へ流下し、高野台小学校の南東で南東方向へ流路を変える。
- 高野台西4丁目、高野台南5丁目（西側）と高野台西3丁目、高野台南1丁目・2丁目・3丁目（東側）の境界を南東へ流下する。
- 高野台南4丁目の中央部を南東へ流下する。
- 大字下高野から水田が現れ、東武日光線の西方を並行するように流下し、大字下高野を抜ける直前に東武日光線を東へ横断する。
- 大字杉戸を南東へ流下し、国道4号を東へ横断する。
- 大字杉戸、内田4丁目・3丁目（北側）と杉戸7丁目、内田1丁目・2丁目（南側）の境界を東へ流下する。杉戸7丁目付近より倉松1丁目付近まで再び流域が都市部となる。
- 内田2丁目の杉戸小学校の北東、念仏橋付近にて北側より流下してくる千石用水路と合流する。
- 倉松1丁目の杉戸ゴルフガーデンの北東にて流路を北へと変え、大字倉松の北西部を北へ流下する。大字倉松より再び流域が農地となる。
- 大字倉松（南側）と大字本島（北側）の境界に架かる六間道橋（倉松川橋梁）の西側にて倉松川と合流（英語版）し、大膳堀は終点となる。
- 終点：倉松川

## 橋梁

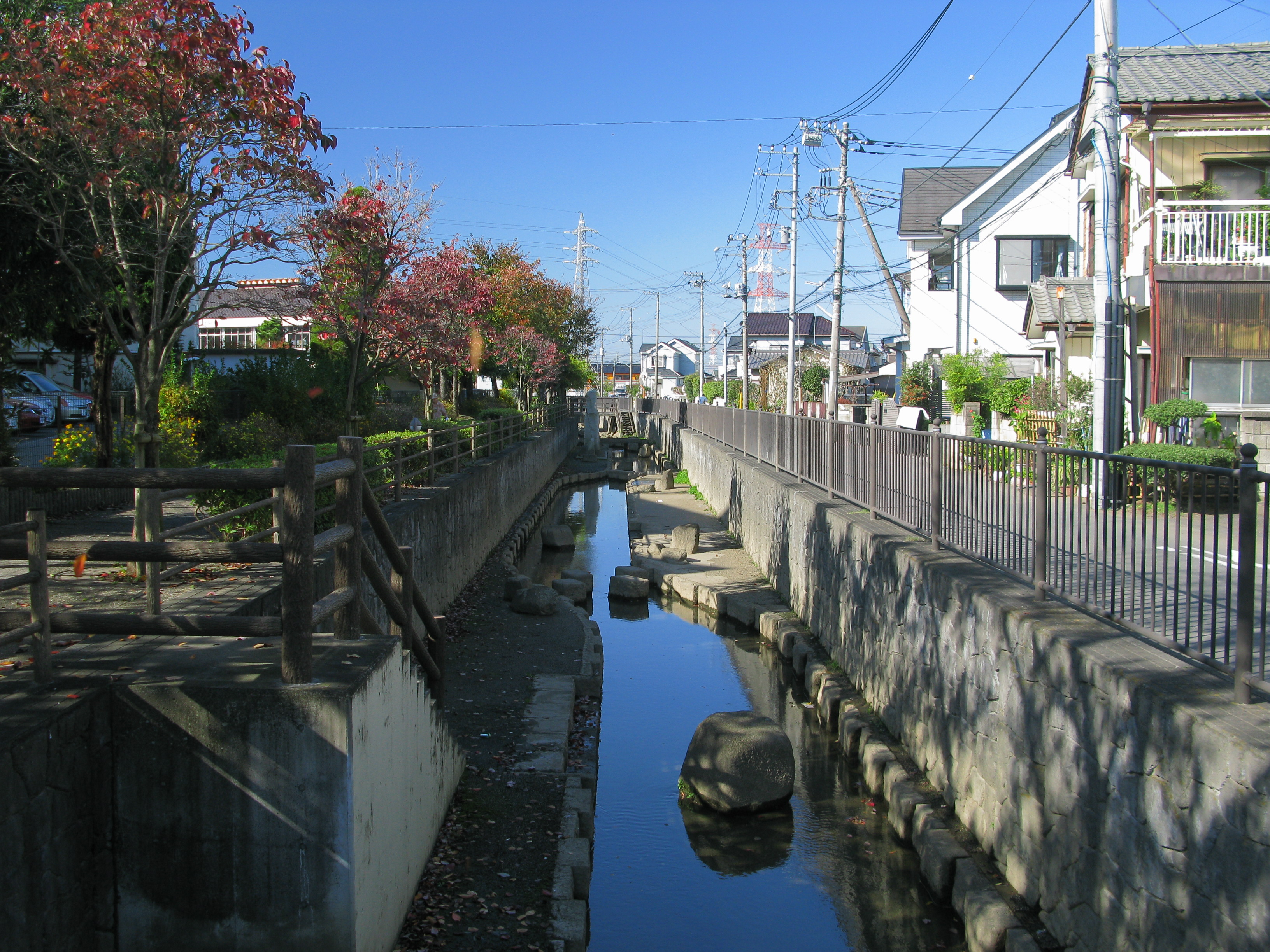
杉戸町内田地区

- （東武日光線橋梁）
- 論沼橋
- 舎人橋
- 新与左エ門橋（国道4号）
- 中石橋（埼玉県道26号境杉戸線）
- 念仏橋

## 周辺の施設
- 天神児童公園
- 杉戸町立高野台小学校
- 杉戸西近隣公園
- 前丁張公園
- 町営グラウンド